# Siocnarf
 (octobre 2012).
Si vous disposez d'ouvrages ou d'articles de référence ou si vous connaissez des sites web de qualité traitant du thème abordé ici, merci de compléter l'article en donnant les références utiles à sa vérifiabilité et en les liant à la section « Notes et références ».
Siocnarf est une série télévisée fantastique québécoise destinée à la jeunesse en vingt épisodes de 25 minutes diffusée du 17 septembre 1979 au 4 février 1980 à la télévision de Radio-Canada.

## Synopsis
Siocnarf est l'anacyclique de François. C’est le héros de cette série. Le Prince Siocnarf tente de reconquérir son royaume, la quatrième dimension, et d’en chasser les forces du mal. Il sera aidé de ses amis Évelyna et Théodore, le magicien naïf.

## Distribution
- Olivier Chantraine : Prince Siocnarf
- Louise Rémy : Évelyna
- Gilles Renaud : Théodore
- Diane Arcand : La Grande Dame Blanche
- Benoît Dagenais : Le Gardien du Temps
- Jean-Guy Viau : Puolneihc
- Marylène : Erem
- François Rozet : Erepdnarg
- Pauline Martin

## Fiche technique
- Scénario : André Montmorency
- Réalisation : Hélène Roberge
- Société de production : Société Radio-Canada